# Александра Павлова
Александра Павлова (9 квітня 1987, Скоп'є, СФРЮ) — македонська акторка театру та кіно. Відома виконанням головних ролей у серіалі «Правдиві історії», театральних виставах, зокрема роллю Білосніжки. Закінчила Болонський університет; актриса Драматичного театру (Скоп'є).

## Фільмографія
| Рік  |    | Українська назва    | Оригінальна назва      | Роль          |
| ---- | -- | ------------------- | ---------------------- | ------------- |
| 2015 | ф  | Лазар               | Lazar                  | проститутка 4 |
| 2016 | кф | Лише жовті тюльпани | Исклучиво жолти лалиња |               |
| 2017 | с  | Правдиві історії    | Вистински приказни     | Марія         |
| 2017 | ф  |                     | Мејкинг оф             | Соня          |

## Театральні ролі
2012: «Архелай або Евріпід повертаються на Балкани» («Архелаос или Еврипид се враќа на Балканот»)
2012: «Криваве весілля в Македонії» («Македонска крвава свадба»)
2013: «Солунски патрдии»
2014: «Євангеліє від дурості» («Евангелие на глупоста»)
2014: «Капітан Джон Піплекс» («Капетанот Џон Пиплфокс»)
2015: «Ерігон» (« Еригон»)
2016: «Робота» («Јов»)
2016: «Білосніжка та сім гномів» («Снежана и седумте џуџиња»)
2016: «Буре барут»